# 曙光
「曙光」（しょこう）は、エレファントカシマシの6枚目のシングル。1992年3月25日にEpic/Sony Recordsよりリリース。規格品番はESDB-3284。廃盤。

## 解説
シングル作品としては1年8ヶ月ぶりのリリース。現時点でシングル曲としては最長の楽曲である。5thアルバム『エレファントカシマシ5』先行シングル。本作収録の2曲は共に上記アルバムに収録された。

## 収録曲
全作詞・作曲：宮本浩次　編曲：エレファントカシマシ
1. 曙光 (7:14)
2. 無事なる男 (3:55)